# Wiprecht de Groitzsch

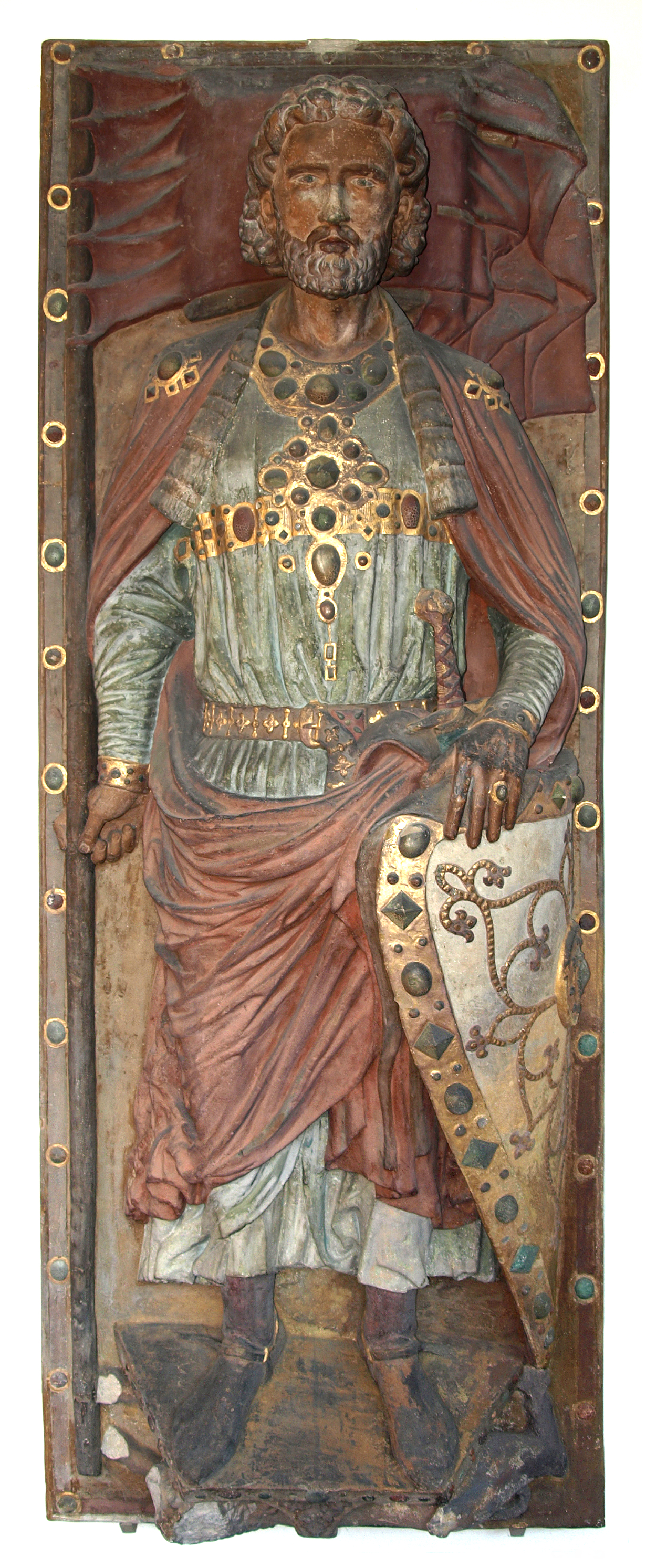
Mormântul lui Wiprecht

Wiprecht (sau Wigbert) de Groitzsch (d. 22 mai 1124) a fost margraf de Meissen și al Saxoniei răsăritene de la 1123 până la moarte.
Wiprecht s-a născut într-o nobilă familie din Altmark, fiind fiul lui Wiprecht de Balsamgau și al Sigenei de Leinungen. După moartea tatălui său în 1060, el a fost crescut la curtea margrafului Lothar Udo al II-lea, de Nordmark, în Stade.
Lothar Udo i-a acordat castelul de Tangermünde din Balsamgau ca fief, iar apoi l-a transferat în castelul de Groitzsch, situat în Osterland, între Pleisse, Mulde și Elster, de unde și-a preluat și numele. Cândva între 1075 și 1080, a fost exilat în mod forțat din Groitzsch de către nobilimea locală, care s-a opus mișcărilor de colonizare. Wiprecht a fugit la curtea lui Vratislau al II-lea al Boemiei din Praga. Sub Vratislau, el a ajuns într-o poziție influentă la curte și, ca favorit al împăratului Henric al IV-lea, l-a sprijinit pe Vratislau pentru obținerea coroanei germane în 1080. În 1085, s-a căsătorit cu fiica regelui, Judith, avută cu cea dea treia soție a acestuia, Swiętoslawa (Svatana), de sorginte polonă. Aceasta i-a adus ca dotă Budissin, adică Silezia Luzațiană din jurul Bautzen, ca și Nisani, regiunea din jurul Dresdei. Din căsătorie a rezultat primul său fiu, Wiprecht, născut în 1087.
În 1080, Wiprecht a luptat alături de împărat și împotriva anti-regelui Rudolf de Rheinfelden. În 1084, s-a aflat împreună cu he Henric la Roma, luptând împotriva papei Grigore al VII-lea. Din cauză că a asasinat un inamic în biserica Sfântului Iacob din Zeitz în 1089, Wiprecht a întreprins un pelerinaj la Roma și Santiago de Compostela în 1090.
După sejurul din Boemia, Wiprecht a revenit în Marca de Meissen și a recucerit prin forța armelor Groitzsch. Imediat a început popularea regiunii cu germani din Franconia, în special în satele dintre râurile Mulde și Wiera. Potrivit istoricului James Westfall Thompson, "adevărata germanizarea a Meissenului începe cu Wiprecht de Groitzsch." În 1091, el a întemeiat mănăstirea de la Pegau, ale cărei anala, Annales Pegavienses, constituie sursa primară pentru viața sa. El a ctitorit încă o mănăstire, Lausigk, în 1104. În 1106, el apare pentru prima dată cu titlul de conte, cu ocazia unei campanii alături de noul rege, Henric al V-lea.
În 1108, Judith a încetat din viață. În 1110, Wiprecht s-a recăsătorit cu Cunigunda, moștenitoare a Beichlingen și fiică a margrafului Otto I de Meissen. A fost vărba de o dublă căsătorie, dat fiind că fiul său omonim a luat de soție în același timp pe fiica Cunigundei dintr-o altă căsătorie. Din căsătoria cu Cunigunda nu au rezultat copii.
În 1109, după asasinarea lui Svatopluk al Boemiei, Wiprecht cel Tânăr l-a sprijinit pe Borivoi al II-lea să reocupe Praga. Când vestea a ajuns la Vladislau, fratele lui Borivoi celebrând Crăciunul în Pilsen, Vladislau a pornit în marș asupra Pragăi și l-a înfrânt pe Wiprecht în apropierea zidurilor cetății în 24 decembrie 1109. El a făcut apel la împărat pentru reglementarea disputei și i-a acordat 500 de mărci de argint pentru cheltuieli. Împăratul a ajuns la Bamberg și l-a arestat pe Wiprecht. Wiprecht cel Bătrân a fost silit să renunțe la zestrea primei sale soții, ca și la castelele sale de Leisnig și Morungen în favoarea regelui, în schimbul răscumpărării fiului său.
După încoronarea imperială a lui Henric al V-lea, Wiprecht s-a raliat răscoalei lui Siegfried de Orlamünde și a landgrafului Ludovic I de Thuringia din 1112. Răsculații au fost înfrânți de către Hoyer de Mansfeld, iar Wiprecht a fost capturat și închis la Trifels în 1113, fiind cruțat de la moarte cu condiția transferării tuturor domeniilor sale către împărat. El a fost eliberat abia în 1116, în cadrul unui schimb de prizonieri, pentru ministerialis-ul Heinrich Haupt. Se pare că la acel moment el și-ar fi redobândit drepturile pierdute anterior. Pe când se afla încă în închisoare, fiul său Wiprecht luase parte alături de Lothar de Supplinburg în bătălia de la Welfesholz din 11 februarie 1115, în care Hoyer de Mansfeld și-a găsit sfârșitul. Tânărul Wiprecht a murit în 1117.
În 1118, Wiprecht a fost numit burggraf de Magdeburg. De asemenea, a devenit Vogt (avocat) al mănăstirii de Neuwerk la Halle. În 1123, el a reintrat în favorurile imperiale, atunci când Henric al V-lea l-a numit succesor al margrafului Henric al II-lea în mărcile de Meissen și de Luzacia (Ostmark). Ducele Lothar de Saxonia și-a numit proprii candidați: Albert Urseul în Luzacia și Conrad în Meissen. Wiprecht nu a reușit să își păstreze domeniile din cele două mărci împotriva celor doi oponenți. El a murit în urma arsurilor suferite în timpul unui incendiu în luna mai a anului următor la Pegau, unde va fi înmormântat în biserica întemeiată de el însuși. Fiul său omonim murise înaintea lui, drept pentru care a fost succedat de către cel de al doilea fiu, Henric. De asemenea, a lăsat o fiică, Bertha, căsătorită cu Dedo al IV-lea de Wettin.